# Gołuchowice (Będzin)
Pour les articles homonymes, voir Gołuchowice.
Gołuchowice est une localité polonaise de la gmina de Siewierz, située dans le powiat de Będzin en voïvodie de Silésie.